# ザバイカリスク駅
座標: 北緯49度38分21.7秒 東経117度19分54.4秒 / 北緯49.639361度 東経117.331778度
ザバイカリスク駅（ザバイカリスクえき、ロシア語: Забайкальск）、もしくはザバイカル駅（ザバイカルえき、簡体字: 后贝加尔、繁体字: 後貝加爾）とは、ロシア連邦ザバイカリエ地方ザバイカリスク地区ザバイカリスクに存在するシベリア鉄道タルスカヤ-ザバイカリスク支線の駅。旧オトポール駅。

## 概要
隣駅の満洲里駅は中華人民共和国の駅である。また、この駅より西側（ロシア側）は軌間が1520mm、東側（中国側）は1435mmであり、ボストーク号は当駅で台車を交換する。旅客、貨物ともに乗り換え駅である。
2005年より輸送力増強が計画され、2010年までに双方向とも一日30編成、編成あたり71両が通過出来るように工事をしている。その成果として、列車当たり輸送可能重量は4000トンから6300トンにまで上昇した。

## 歴史
1904年の開業当時はモスクワとウラジオストクを結ぶ路線として重宝されたが、カリムスカヤ駅より先のシベリア鉄道本線が完成した現在では、当初の役割を終え、ロシア国境地帯と中華人民共和国との連絡駅になっている。1930年代半ばには満洲国が軌間を1520mmから1435mmに変更した為、それ以来、一部中断はあるものの、旅客、貨物ともに乗り換え、積み替え駅として発展してきており、現在でもそれは続いている。
- 1904年　東清鉄道によりラズイェスト86駅（Razyezd 86, Разъезд № 86、「交換駅86号」）として開業、当初は86番目の交換駅であった。
- 1929年　中ソ紛争の結果、オトポール駅（Otpor, Отпор、「撃退」）に改称。
- 1930年代　東清鉄道は満洲国に買収され、中華民国側の軌間を1520mmから1435mmに変更する。
- 1938年　ドイツの迫害から避難を続けるユダヤ人が同駅で留め置かれた後、満洲国と日本国の通過ビザを受給して亡命した「オトポール事件」が発生。樋口季一郎の項目を参照。
- 1945年　ソ連対日参戦により、中華民国側の軌間を1520mmに再改軌。
- 1958年　中華人民共和国側からの要望により、オトポール駅をより中立的な呼称であるザバイカリスク駅に改称。

## 隣の駅
ロシア鉄道
シベリア鉄道タルスカヤ-ザバイカリスク支線
マツェフスカヤ駅 - ザバイカリスク駅 - 露中国境 - 満洲里駅